# Rock sureño
El rock sureño (en inglés: southern rock) es un subgénero del rock; que mezcla algunas propiedades del rock con otras del country. El rock sureño nació en Estados Unidos como una mezcla entre rock and roll y boogie rock y enfocado especialmente en la guitarra y la voz. En ocasiones, esta denominación se solapa con otras como blues rock. El autor Scott B. Bomar especula que el término "rock sureño" pudo haber sido acuñado en 1972 por Mo Slotin, escribiendo para el periódico underground de Atlanta, The Great Speckled Bird, en una reseña de un concierto de Allman Brothers Band, aunque la mayoría de los músicos, al menos en un primer momento, rehuyeron la categorización. El teclista de la banda, incluso, negó la necesidad de buscar un rótulo para el estilo. Como el rock se inventó en el sur de Estados Unidos, Gregg Allman declaró que el término "southern rock" es redundante: "es como decir rock rock".

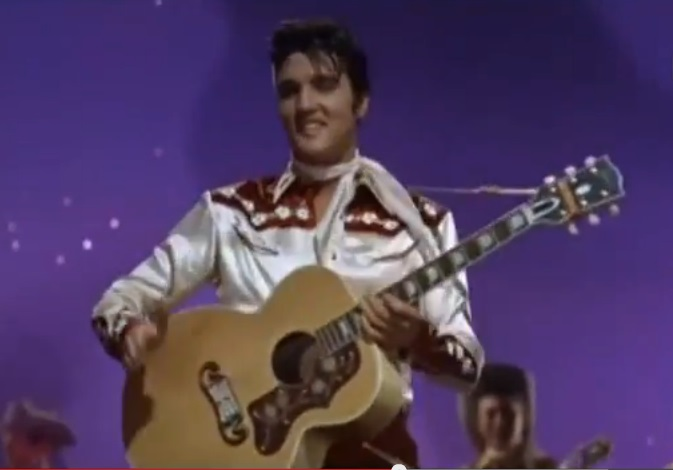
Elvis Presley creó una fusión entre el blues, el country y el hillbilly dando origen al rockabilly que lo caracterizó durante los primeros años de carrera.

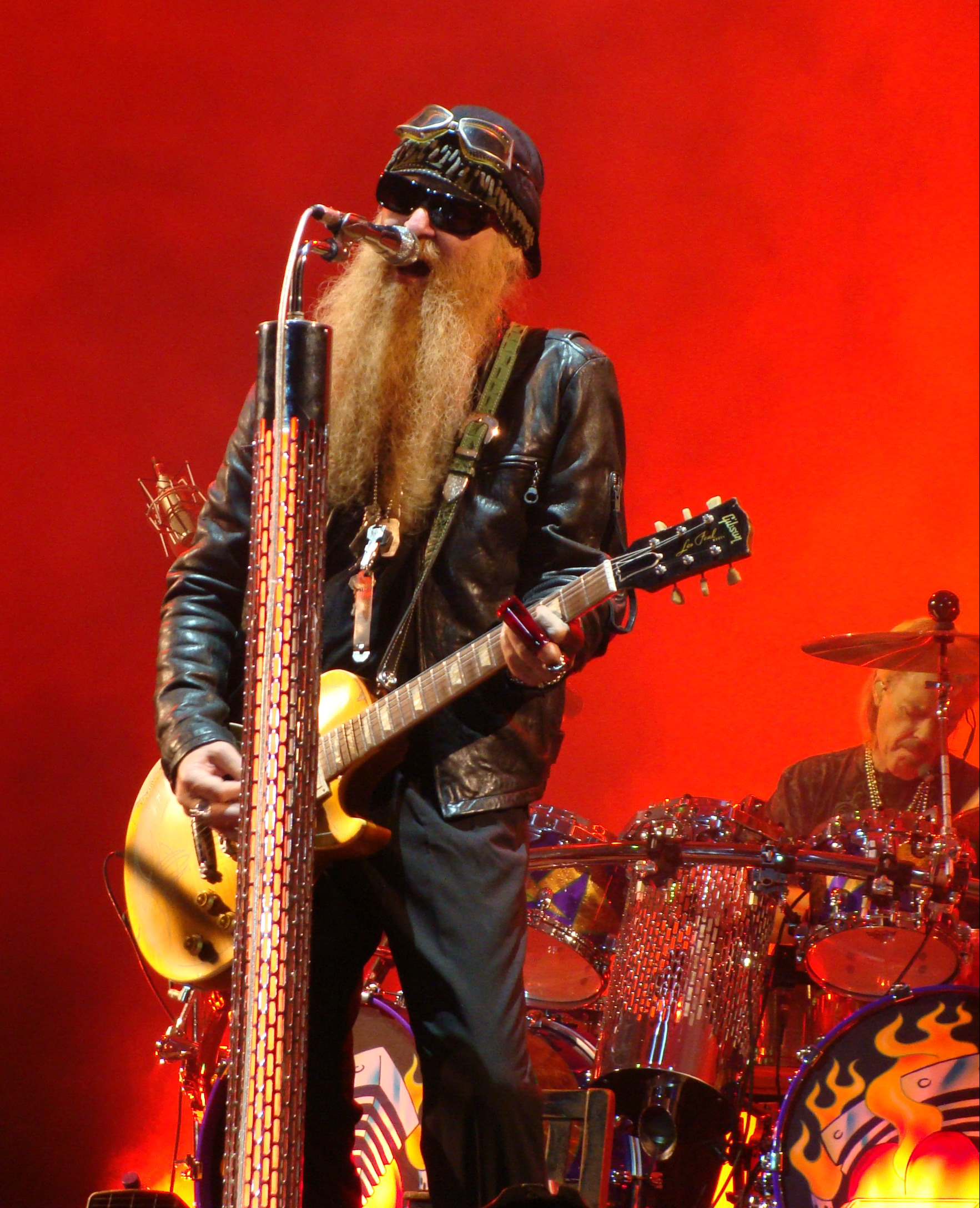
Billy Gibbons y Frank en un concierto de ZZ Top en el Bilbao BBK Live 2008.

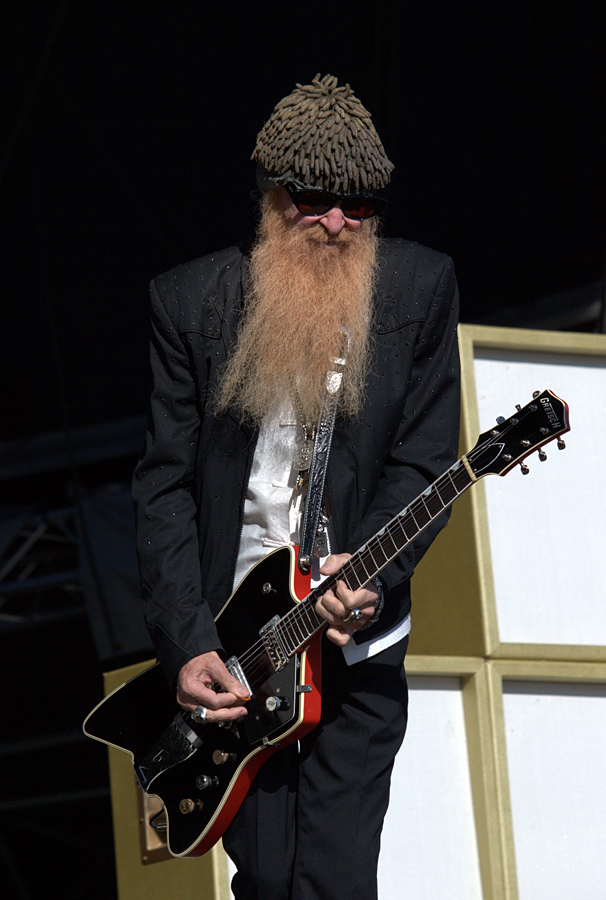
Billy Gibbons de ZZ Top actuando en Finlandia, en el PuistoBlues 2010.

## Los 50 y 60: Raíces
Los orígenes de rock and roll recayeron principalmente en los habitantes del sur de Estados Unidos, de donde provenían muchas de las primeras estrellas del género como Elvis Presley, Little Richard, Bo Diddley o Jerry Lee Lewis. Lonnie Mack a principios de los 60 comenzó a mixturar géneros musicales de raíces blancas y negras dentro del marco del rock, comenzando con la exitosa canción "Memphis" en 1963. El historiador musical Dick Shurman considera las grabaciones de Mack de esa época "un prototipo de lo que más tarde podría llamarse rock sureño".
La invasión británica de los años 60 por su parte, popularizó el folk rock y el rock psicodélico. Posteriormente se trasladó el centro neurálgico del estilo desde el rural estadounidense hasta grandes ciudades como Liverpool, Londres, Los Ángeles, Nueva York o San Francisco.
A finales de los 60, los californianos Creedence Clearwater Revival y los canadienses The Band revitalizaron los orígenes rurales del rock, siendo una de las raíces del género. Desde otra perspectiva, bandas de blues rock al estilo tradicional (blues sureño en la nomenclatura de la crítica norteamericana), comenzaron a focalizar la atención de los medios.
The Allman Brothers Band hizo su debut en 1969, un evento que ha sido considerado un "Big Bang" para el Rock Sureño. El disco fue lanzado por Capricorn Records, un sello nuevo que, basado en Macon, Georgia, y con un contrato de distribución nacional con Atlantic Records, muy pronto se convirtió en el principal difusor del estilo. No obstante ello, el desarrollo fue lento. La recepción comercial de aquel primer disco no fue muy buena y vendió menos de 35 000 copias en las primeras semanas tras su lanzamiento. También el segundo álbum de la banda, Idlewild South tuvo muy poca repercusión comercial pese a las buenas críticas. Ed Leimbacher de Rolling Stone escribió que Idlewild South «es un buen augurio para el futuro de los Allman» y lo calificó como «un gran paso adelante desde el primer trabajo de los Allman», pero consideró que la segunda cara del LP era una decepción. Robert Christgau de The Village Voice lo consideró una pieza complementaria al trabajo de Duane Allman en Layla and Other Assorted Love Songs y señaló que «mucha gente ya piensa que Duane Allman es un titán de la guitarra eléctrica». En una reseña retrospectiva para Allmusic, Bruce Eder lo declaró «el mejor trabajo de estudio en la historia del grupo; blues eléctrico con una textura acústica, virtuosos solos, slide y órgano y una excelente selección de canciones». Por su parte, un redactor de Rolling Stone relató en 2014 que el álbum «está repleto de la inteligencia de Duane. Nadie ha replicado nunca las inmensas armonías de guitarra de Allman y Dickey Betts, pero Idlewild South habilitó (en parte) a Lynyrd Skynyrd, The Black Crowes, casi todas las jam bands, Kid Rock y cualquiera que esté tocando por cerveza y gloria esta noche en el bar de moteros más cercano».

## 70: Máxima popularidad
Con la nueva década, la popularidad de los Allman Brothers aumentó exponencialmente gracias, en gran medida, al impulso dado por Eric Clapton. En noviembre de 1968, el guitarrista Duane Allman había sido contratado para tocar en un álbum con Wilson Pickett. El trabajo de Allman en ese álbum, Hey Jude, consiguió que lo contrataran como músico de sesión a tiempo completo en Muscle Shoals. Eric Clapton, más tarde relataría cómo escuchó el cover de "Hey Jude" hecho por Wilson Pickett en la radio de su auto y llamó a Atlantic Records para averiguar quién era el guitarrista: "Hasta el día de hoy", dijo Clapton, "nunca he escuchado una mejor guitarra de rock en un disco de R&B. Es la mejor".
En 1970, Eric Clapton contactó con Duane para que contribuyera en su nuevo proyecto, Derek and the Dominos. Allman era un gran aficionado de la labor de Clapton con Cream y se conocieron una noche en Miami durante un concierto y estuvieron improvisando hasta la mañana siguiente. El guitarrista británico le ofreció que se uniera a Derek and the Dominos, pero finalmente el estadounidense optó por regresar a The Allman Brothers Band. Sin embargo, Duane participó en el único álbum de estudio del proyecto, Layla and Other Assorted Love Songs, publicado en noviembre de 1970 y que puede considerarse el mejor disco de rock sureño grabado por un músico que no es del Sur de los Estados Unidos.
La repercusión de los Allman Brothers creció a partir de ese momento. En California, centro de la industria musical por esa época, así como de la cultura hippie, ya eran viejos conocidos. Habían actuado en la sala Fillmore East en diciembre de 1969, cuando ejercieron de teloneros de Blood, Sweat & Tears durante tres noches. En enero de 1970, la banda fue el acto de apertura de Buddy Guy y BB King en la sala Fillmore West de San Francisco y un mes más tarde hizo lo mismo con The Grateful Dead en el Fillmore East. Pero su siguiente llegada, con tres shows consecutivos en el Fillmore East —el 11, 12 y 13 de marzo de 1971—, fue su definitiva consagración. En esos shows la banda realizó largas improvisaciones musicales como «Whipping Post» e «In Memory of Elizabeth Reed», las que seguían las líneas de las jams que hacían los Grateful Dead en sus shows en vivo. Estas actuaciones despertaron el fervor del público californiano, y el álbum que las documenta, At Fillmore East fue el primer éxito comercial del conjunto y está considerado por varios críticos como uno de los mejores trabajos en directo de la música rock. También ha sido clasificado como uno de los mejores discos en general por varias publicaciones y sigue siendo un éxito de ventas en el catálogo de la banda. En 1999 fue incluido en el Salón de la Fama de los Grammy y en 2004, el Registro Nacional de Grabaciones lo seleccionó para su preservación en la Biblioteca del Congreso de Estados Unidos debido a su «importancia cultural, histórica o estética».
Ese mismo año 1971, comienzan a aparecer los primeros álbumes de grupos que luego serán clásicos para el rock sureño con distintos sonidos, como es el caso de Wet Willie, con una aproximación funk y soulera al estilo, o Cowboy, con su “Reach for the Sky” que denota una influencia country de suaves melodías. También ZZ Top editó ese año su primer álbum de estudio ZZ Top's First Album, que obtuvo excelentes críticas gracias a su estilo influenciado en el blues y el rock & roll y por sus letras con el característico humor tejano, que les permitió girar por pequeños bares y festivales del estado estadounidense durante ese mismo año. Al año siguiente lanzaron el disco Rio Grande Mud que continuó con el mismo sonido, pero más pesado, resaltando el sonido de la guitarra eléctrica, tanto en la experimentación bluesera como en riffs potentes (sobre todo en los dos temas finales: Whiskey'n' Mama y Down Brownie) siendo en definitiva más cargado hacia el hard rock. Además, fue el primer disco de la banda en entrar en la lista Billboard 200, ya que obtuvo la posición 104. Este incluyó el sencillo «Francene» que también ingresó en las listas de popularidad de Estados Unidos en el puesto 69. Para la gira promocional fueron invitados por la banda inglesa The Rolling Stones para abrir sus conciertos en los estados del sur del país estadounidense.
Los Allman Brothers lograron sobreponerse a dos tragedias sucesivas: primero la muerte de su líder y guitarrista Duane Allman, en un accidente de motocicleta en 1971. Un año después, otro accidente a escasos metros del sitio del anterior, terminó con la vida del bajista Berry Oakley. A pesar de estas dos pérdidas, la banda decidió continuar su carrera con el ingreso de dos nuevos miembros: Chuck Leavell como pianista y Lamar Williams como bajista y, muy lejos de perder impulso, su siguiente disco, Brothers And Sisters, fue uno de sus mejores trabajos y el de más éxito. Permaneció durante cinco semanas en la primera posición del Billboard 200. Adicionalmente, el sencillo «Ramblin' Man» alcanzó el segundo puesto del Billboard Hot 100. Esto ha llevado a algunos críticos a considerar que el año 1973 marca un cambio de era en el rock sureño, acabando la hegemonía de los Allman Brothers, quienes ya no volverían a superar la calidad de ese disco, y comenzarían a decaer hasta su disolución en malos términos en 1976. En paralelo, en 1973, hacen su debut discográfico otras dos bandas fundamentales: Lynyrd Skynyrd y la Marshall Tucker Band.
Lynyrd Skynyrd llegó justo a tiempo para continuar el suceso de Ramblin' Man, con el de Free bird. Eran oriundos de Florida y Free bird estaba incluida en su disco debut Pronounced 'lĕh-'nérd 'skin-'nérd. No sólo las emisoras de radio más importantes del Norte del país sucumbieron ante su simple belleza de canción sureña, sino que también conquistó el mercado británico. BBC Radio 2 considera «Free Bird» la base del rock en la radio, comparable solo con «Stairway to Heaven». La revista Rolling Stone la ubicó en el puesto 193° de su lista de las 500 mejores canciones de todos los tiempos. También la revista Guitar World la ubica en la posición #3 en su lista de los 100 mejores solos de guitarra de la historia.
Un año después, la banda repetiría e incluso superaría ese éxito con «Sweet Home Alabama», canción incluida en su segundo álbum Second Helping. La canción es una especie de himno del Sur americano (incluso llegó a convertirse en algo así como el "himno no oficial del Estado de Alabama". A partir de 2009, el estado comenzó a utilizar la frase "Sweet Home Alabama" como lema oficial en las matrículas de los vehículos de motor) y fue escrita como respuesta a dos composiciones de Neil Young, «Southern Man» y Alabama, en la que el canadiense criticaba el pasado racista del Sur de los Estados Unidos. La letra de la canción incluía una respuesta directa: “I hope Neil Young will remember, a southern man don’t need him around anyhow” ("Espero que Neil Young recuerde, un hombre sureño no lo necesita de todos modos"). A pesar del contenido de la canción, el líder de Lynyrd Skynyrd, Johnny Van Zant y Young se admiraban mutuamente y el canadiense incluso escribió la pista «Powderfinger» para la agrupación. «Sweet Home Alabama» alcanzó la octava posición del Billboard Hot 100, la mejor en la carrera de la banda, y en 2006 consiguió una certificación de platino de la RIAA por la venta de más de un millón de descargas digitales solo en los Estados Unidos. Con el paso del tiempo, el sencillo también entró en varias listas europeas, entre ellas la inglesa, la alemana y la francesa.
La Marshall Tucker Band, una banda de amigos procedentes de Spartanburg, Carolina del Norte, fusionaban elementos de jazz, blues, country rock, blues rock, soul y hasta funk en su música. En 1973 editaron su debut homónimo, con canciones como Take the highway', 'Losing you', 'Can't you see' y 'Ramblin. Los méritos de la banda se centraban sobre todo en Toy Caldwell, guitarrista rapidísimo -con la particularidad de que no usaba púa, sino que pulsaba las cuerdas con sus dedos- y compositor de todas las canciones. Tras la edición del primer álbum, lo presentaron en una gira compartida con los Allman Bothers. Así alcanzaron una discreta popularidad, la que se multiplicaría a partir de su segundo álbum A New Life, que contó con la colaboración de miembros de los Allman Brothers y otro músico fundamental para la escena del rock sureño: Charlie Daniels, un reconocido músico de country, que desde fines de los años 60 se acercó al rock tocando en discos fundamentales como Nashville Skyline de Bob Dylan y Beaucoup Of Blues de Ringo Starr además de acompañar a Leonard Cohen en sus giras y producir el álbum Elephant Mountain de los Youngbloods por la misma época. . En ese 1973 decide fusionar su música con instrumentación y sonidos de rock, creando la Charlie Daniels Band y obtiene su primer ingrespo al Top 10 con la sátira social Uneasy Rider.
Desde 1974, este Charlie Daniels .fundó el primer festival de rock sureño, Volunteer Jam, en el estado de Tennessee, que dio a conocer a varias bandas de la época. Este festival aún se mantiene en activo, y se celebra todos los años en la ciudad de Nashville, Tennessee.
En una segunda etapa, varios grupos comenzaron a mezclar el rock sureño con el rock duro, con un ritmo más marcado y una interpretación guitarrera más veloz. Los ZZ Top, que habían sido pioneros de este sonido con Rio Grande Mud, lo continuaron en su sucesor Tres Hombres, su magistral tercer disco, de 1973, que incluye el que fuera su corte de difusión, «La Grange», canción que hasta el día de hoy es interpretado por la agrupación como uno de los temas finales y que obtuvo el puesto 41 en los Billboard Hot 100. Se trata de una melodía sencilla detrás de un acorde distorsionado, con Billy Gibbons cantando con voz aguardentosa una oda a un notorio prostíbulo de Texas (el Chicken Ranch, el mismo que inspiró la película The Best Little Whorehouse in Texas). Lynyrd Skynyrd, fueron los otros grandes pioneros de esta combinación, llegando a ser teloneros en Europa de bandas de hard rock como Queen y Humble Pie. 
Algunas de esas bandas de rock sureño más duro pueden compararse en sonido a exponentes del el hard-blues inglés (como Cream o Free): es el caso de Molly Hatchett, una banda con tres guitarras incandescentes (Dave Hlubeck, Steve Holland y Duane Roland) y un cantante de aspecto pendenciero como Danny Joe Brown.  
Los Black Oak Arkansas de Arkansas (grupo de boogie combinado con heavy metal con tres guitarristas), los Outlaws de Florida (cultores del boogie más movido para vaqueros, en una espiral de guitarras entrelazadas y estribillos épicos), y las bandas Atlanta Rhythm Section y Amazing Rhythm Aces, que enfocaban su trabajo hacia las armonías vocales inauguraron en 1975 la generación de los epígonos. Por la misma época, Sea Level y Dixie Dregs incorporaron elementos del jazz fusión, y Mama´s Pride realizó la mejor conexión entre el rock sureño, el soul y el funk.
En 1977 la tragedia vuelve a golpear al rock sureño, esta vez con Lynyrd Skynyrd, banda que sufrió un accidente de aviación en el que murieron Ronnie Van Zant, Steve Gaines y su hermana Cassie (corista de la banda), el mánager Dean Kilpatrick y los dos pilotos, lo que provocó su repentina disolución. En ese mismo año, el hermano menor de Ronnie, Donnie Van Zant, debuta con su banda .38 Special junto a Don Barnes y Jeff Carlisi, banda que en un principio combinaba el sonido sureño con hard rock y que, tras el éxito de la instrumental Robin Hood (1979) desviará su estilo hacia un rock más melódico con influencias de The Who.
En 1979 llega la reunión de los Allman Brothers con uno de sus mejores discos, Enlightened Rogues. Pero los tiempos y las modas habían cambiado. Pese a su calidad, el álbum fue un éxito menor; llegó al noveno puesto del Billboard 200 (aunque la pista «Pegasus» consiguió una nominación al premio Grammy en la categoría de mejor interpretación instrumental de rock.). De este modo, no logró salvar los problemas económicos de Capricorn Records, que finalmente va a la quiebra. Esto, sumado a los nuevos gustos del público más joven (con la llegada a los Estados Unidos del punk y la new wave) y la irrupción del AOR para disputar el mismo segmento del público, llevaron al género a una ostensible decadencia, sólo interrumpida en 1981 por la aparición de Doc Holliday, considerada "la última y genuina gran banda sureña".

## Los 80: Continuando con la difusión
Hacia el comienzo de la década de 1980 el escenario mostraba a Lynyrd Skynyrd y The Allman Brothers Band como grupos disueltos, y, al igual que muchos grupos de rock, representantes del rock sureño comenzaron a verse sometidos por rock corporativo o al arena rock. Con la creciente popularidad de la MTV, géneros como el glam metal o el new wave hicieron que el rock sureño se viese relegado a un segundo plano. Las excepciones más notables fueron los mencionados Doc Holliday y The Georgia Satellites, quienes tuvieron un público muy fiel en los mediados a finales de 1980. 
Otra notable excepción fue la realizada por ZZ Top, que, aunque se creó en los 70, emergió en los 80 con una gran base de fanáticos gracias al uso del sintetizador. Otros representantes notables los encontramos con los naturales de Florida Tom Petty and the Heartbreakers que cosecharon éxitos durante esta década.

## Los años 1990
Durante los años 1990, los Allman Brothers se reunieron y reanudaron su actividad de conciertos y grabaciones y la escena jam band revivió el interés en la música improvisada extendida. A su vez, la vuelta a los escenarios de una reencarnación de los Lynyrd Skynyrd hizo que algunas emisoras de radio norteamericanas comenzasen a propagar los antiguos éxitos de estas bandas. Grupos de rock duro con toques de rock sureño como Jackyl renovaron cierto interés en el rock sureño. Estaciones de radio de rock clásico tocaban algunas de las más conocidas obras de 1970, y el festival Volunteer Jam de Charlie Daniels todavía se mantenía. Phil Walden resucita Capricorn Record sólo para volver a caer en bancarrota. Uno de los puntos finales Capricorn Record fue un esfuerzo en solitario del ex front man de Wet Willie, Jimmy Hall, renombrado como Rendezvous With the Blues.
Otros grupos mantuvieron su presencia, por ejemplo los texanos ZZ Top logran alcanzar siete veces la posición número 1 del rock convencional con "My head of Mississippi" (1990), "Doubleback" (1990), "Give it up" (1991), "Pincushion" (1993), "She just killing me" (1996), "Rhythmeen" (1996) y "Fearless Boggie"(1999). Igualmente Tom Petty and the Heartbreakers con "Learning to fly" (1991), "Mary Jane last dance" (1993) y "You don't know how it fell" (1994) llegó a la posición más alta de esta lista.
Entre los grupos nuevos aparece The Black Crowes, procedentes del estado de Georgia, que con el tema "Hard to handle", también logran alcanzar la posición número uno en el año 1990. Grupos como Brothers Brooks iniciaron el siglo XXI con un sonido totalmente influenciado por las bandas históricas.
Incluso el grunge se tiñó de los toques del renaciente rock sureño, con canciones como “Dissident” de Pearl Jam, “Spank Thru” de Nirvana o “Interstate Love Song” y “Big Empty” de Stone Temple Pilots. Nuevos grupos del sur de Estados Unidos incorporaron las influencias del rock sureño en su música como los geogianos R.E.M., Widespread Panic, o el grupo de Florida Sister Hazel o Blind Melon, el guitarrista texano Stevie Ray Vaughan o Joe Ely incorporando música sureña y temas líricos aunque sin alianza explícita con cualquier movimiento de rock sureño.
Otros grupos con influencias del sonido del sureño se encuentran en bandas como Hootie & the Blowfish, de Carolina de Sur, que llegan a los primeros lugares con temas como "Only wanna be with you", "Hold my hand" o "Let her cry". Igualmente Dave Matthews Band, procedentes de Virginia, con temas como "What would you say" consiguen una audiencia numerosa, como también lo hizo Blues Traveler en el año 1994 que lograron éxito con canciones como "Hook" y "Run around", al igual que lo hizo la banda de Kenny Wayne Shepherd, guitarrista proveniente de Luisiana. 

## Nuevo milenio: Resurrección
En el año 2001, Kid Rock evolucionó desde una perspectiva rap metal hacia el rock sureño y el country gracias a su álbum Cocky. Sus posteriores álbumes (Kid Rock y Rock N Roll Jesus) siguieron la constante establecida por Cocky. En estos álbumes han colaborado Leon Wilkenson y Billy Powell (ambos de Lynyrd Skynyrd). En el 2008 su sencillo "All Summer Long" (con samples de "Sweet Home Alabama" y "Werewolves of London") se convirtió en uno de sus mayores éxitos hasta la fecha. El miembro de Allman Brother Dickey Betts se unió Kid Rock como parte de su Gira Revival Rock N Roll in 2008 y Lynyrd Skynyrd abrió para él. En 2009, se relanza la gira con el mismo nombre. En 2010 lanzó "Born Free", un álbum de rock sureño sin rap o metal en él.
En 2005, la aparición de Bo Bice en el popular programa de televisión American Idol tocando canciones como “Whipping Post” (de The Allman Brothers Band) y “Free Bird” y “Sweet Home Alabama” (ambas de Lynyrd Skynyrd) hizo que el rock sureño fuese introducido en el primer plano del panorama musical estadounidense.
A finales de 2007, Bo Bice unió veteranas leyendas del rock sureño como Jimmy Hall - voz / saxo / armónica (Wet Willie Band), Henry Paul - voz / guitarra / mandolina (Outlaws, BlackHawk), Steve Gorman - batería (Black Crowes, Jimmy Page) , "Dangerous" Dan Toler - guitarra (The Gregg Allman Band, The Allman Brothers, Dickey Betts & Great Sur), Reese Wynans - teclados (Stevie Ray Vaughan), Mike Brignardello - bajo (Giant, reconocido músico de sesión), Jay Boy Adams - guitarra (solista de blues de Texas) para grabar "Brothers of the Southland" celebrando el rock sureño con un espíritu renovado y madurez.
Algunas bandas de post-grunge como Shinedown, Saving Abel, Pre) Thing, Nickelback, Saliva, 3 Doors Down, 12 Stones, Default, Black Stone Cherry y Theory of a Deadmanhan han incluido influencias del rock sureño en sus composiciones hasta el punto de versionar canciones clásicas como “Simple Man” y “Tuesday's Gone” de Lynyrd Skynyrd. Metallica ha versionado temas como “Turn the Page” de Bob Seger, y Tuesday's Gone, de Lynyrd Skynyrd en su álbum Garage Inc..
Además grupos de rock como Drive-By Truckers, Bottle Rockets, The Black Crowes, Band of Horses, My Morning Jacket, State Line Mob, The Steepwater Band, Zach Williams & The Reformation, Kings of Leon y Greasy Grapes por su parte, mezclan el rock sureño con otros estilos, como el garage rock, el country o el blues rock. En la segunda década del siglo XXI, encontramos bandas como Alabama Shakes, que desarrollan una música más fusionada, Brother Dege, más cercana al blues tradicional, o Blackberry Smoke, de orientación country. Gran parte del viejo estilo de rock sureño (así como otros clásicos del rock) ha hecho su transición en el género de la música country, consolidándose a lo largo del país fuera en los últimos años. Bandas como Lynryd Skynyrd y Charlie Daniels con frecuencia tocan en locales de música country, y la influencia del rock sureño se puede escuchar en muchos de los artistas country de la actualidad, vocalistas especialmente varones. Algunos ejemplos son artistas en solitario Toby Keith y Jimmy Aldridge y el dúo de Big & Rich.
Varios grupos originales de rock sureño de los década de 1970 siguen realizando giras en 2011. Esta lista incluye a Atlanta Rhythm Section (ARS), Marshall Tucker, Molly Hatchet, Outlaws, Gregg Allman, Allman Brothers Band, Lynyrd Skynyrd, ZZ Top, Canned Heat, Black Oak Arkansas, Blackfoot, .38 Special y Dickey Betts. Nuevos grupos como Dixie Witch, Blackberry Smoke, Gator Country, Widespread Panic, The Black Crowes, Gov't Mule, Southern Rock Allstars, The Derek Trucks Band y Greasy Grapes siguen la forma de arte rock sureño. Pudiendo acotar la reunión de Creedence Cleawater Revival como Creedence Cleawater Revisited, con sesiones interesantes de rock.
Además, el resurgimiento de rock sureño ha visto nuevas bandas como "The Deadstring Brothers", "Fifth on the Floor" and "Whitey Morgan and the 78's" combinar el sonido de rock sureño con el country, bluegrass y blues. Esto ha sido impulsado por los sellos discográficos como Bloodshot Records y Lost Highway Records.